# Szurdok község
Szurdok község (románul: Comuna Strâmtura) község Máramaros megyében, Romániában. Központja Szurdok, beosztott falvai Glód, Izasópatak.

## Népessége
A 2011-es népszámlálás adatai alapján a község népessége 3652 fő volt.